# Claudio Pellegrini (futbolista)
Claudio Pellegrini (Roma, Ciudad metropolitana de Roma Capital, Italia, 16 de febrero de 1955) es un exfutbolista italiano. Se desempeñaba como delantero.

## Trayectoria
Sus primeros equipos fueron el Torino y el Novara, pero no jugó ningún partido. En 1974 fue cedido al Juniorcasale de la tercera división italiana donde jugó 27 partidos y marcó un gol. En 1975 fichó por el Barletta y en 1976 fue transferido al Udinese, donde disputó dos temporadas (71 presencias y 30 goles).
En 1978 debutó en la Serie A con el SSC Napoli. El año siguiente fue cedido al Avellino. En 1980 volvió al conjunto napolitano y logró un puesto de titular en la posición de ataque, jugando 117 partidos y marcando 28 goles.
En 1984 pasó al Fiorentina y en 1986 al Palermo de la Serie B. Aquí fue implicado en un escándalo de partidos arreglados, aunque de manera marginal, siendo descalificado por un mes. Cuando el Palermo quebró por problemas financieros, Pellegrini fue comprado por el Nola, club de la provincia napolitana militando en la cuarta división, donde concluyó su carrera en 1987.

## Selección nacional
Ha sido internacional con las selección italiana sub-21.

## Clubes
| Club               | País   | Año         |
| ------------------ | ------ | ----------- |
| Torino Calcio      | Italia | 1971 - 1974 |
| Novara Calcio      | Italia | 1974        |
| AC Juniorcasale    | Italia | 1974 - 1975 |
| Novara Calcio      | Italia | 1975        |
| SS Barletta Calcio | Italia | 1975        |
| Udinese Calcio     | Italia | 1976 - 1978 |
| SSC Napoli         | Italia | 1978 - 1979 |
| US Avellino        | Italia | 1979 - 1980 |
| SSC Napoli         | Italia | 1980 - 1984 |
| ACF Fiorentina     | Italia | 1984 - 1985 |
| SSC Palermo        | Italia | 1985 - 1986 |
| SS Nola            | Italia | 1986 - 1987 |